# Staples Inc.

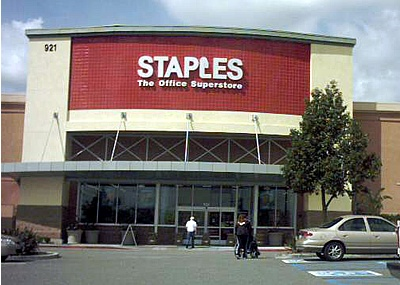
Winkelpand Staples

Staples, Inc. is een Amerikaans bedrijf dat kantoorartikelen verkoopt. Het bedrijf was tot/met 2017 beursgenoteerd, totdat het bestuur een bod op alle aandelen van investeerder Sycamore Partners accepteerde. De activiteiten in Europa staan sinds 2016 los van Staples, Inc.

## Activiteiten
Staples is de grootste detailhandel van kantoorartikelen ter wereld, met meer dan 1900 winkels. De meeste activiteiten vinden plaats in Noord-Amerika, maar daarbuiten is het bedrijf actief in meer dan 20 landen in Europa, Zuid-Amerika, Azië en Australië. Verder verkoopt het kantoorartikelen ook over het internet.
In het gebroken boekjaar tot 31 januari 2016 behaalde het een omzet van 21 miljard dollar, waarvan iets meer dan US$3 miljard buiten Noord-Amerika. In de Verenigde Staten en Canada telde het iets meer dan 1600 winkels aan het einde van dat jaar.

### Staples in Europa
In december 2016 maakte Staples de verkoop bekend van de Europese activiteiten aan Cerberus Capital. In Europa was Staples Solutions actief in 16 landen en realiseerde ze een jaaromzet van circa 1,7 miljard euro (2016). Het bestond voor een belangrijk deel uit het voormalige Corporate Express, de Nederlandse branchegenoot die in 2008 werd overgenomen. Staples bleef ook na de transactie aandeelhouder met een belang van 15%. De Europese tak gebruikte de naam Staples Solutions en het hoofdkantoor bleef in Amsterdam. De fysieke winkels van Staples in Nederland, hernoemd naar eerst Staples Office Centre en daarna enkel Office Centre, werden in 2018 verkocht aan ondernemers Frans Davelaar en Goswin Fijen van KantoorExpert. In 2019 verkocht het ook de Duitse retailactiviteiten aan New Office Centre BV. In de transactie gingen 57 winkels en de webshop over. Met deze verkopen ging Staples Solutions zich meer richten op direct sales / contractverkoop, een strategie waar de winkels minder goed bij hoorden. De overnameprijs is niet bekendgemaakt. Staples was sinds 1992 actief in Duitsland na de overname van MAXI-Papier.
Staples Solutions ging in 2019 verder met het afstoten van de diverse activiteiten in Europa, beginnend met de verkoop van de Italiaanse, Franse en Spaanse onderdelen aan RAJA, S.A. Later in 2019 werden de activiteiten in Duitsland en Zweden verkocht; gevolgd door de verkoop van Staples UK aan Banner Group Ltd. in 2020. Uiteindelijk werden in 2021 ook de overgebleven Europese activiteiten verkocht. Lyreco nam de onderdelen in Noorwegen, Zweden, Denemarken, Oostenrijk, Polen en Duitsland over, inclusief de Central Shared Services-activiteiten uit Polen en Nederland. Staples Finland werd verkocht aan Wulff en de activiteiten in Portugal aan Firmo. Hiermee bleven alleen de activiteiten in Benelux nog over, welke uiteindelijk overgenomen werden door de Nederlandse investeringsmaatschappij Standard Investment, die als enige partij in Europa de merknaam nog bleef gebruiken, als Staples Benelux. In 2021 nam Standard Investment ook Office Centre over, waarmee de twee bedrijven na jaren weer onder één eigenaar vielen.

## Geschiedenis
Staples is opgericht door Tom Stemberg in 1985. In 1986 opende Staples de eerste winkel in Brighton, een wijk van Boston. Het hoofdkantoor is in Framingham (Massachusetts).
In de zomer van 2008 nam Staples het Nederlandse bedrijf Corporate Express over.
Op 10 oktober 2012 raakte bekend in de pers dat Staples Inc. zich zou terugtrekken uit de Belgische markt. Op 31 december 2012 werd effectief een einde gemaakt aan de activiteiten. Het distributiecentrum in Tongeren, het callcenter in Eupen en de zes winkels (Aartselaar, Eke, Schoten, Temse, Zaventem en Zellik) sloten de deuren. In totaal werden 289 mensen ontslagen. Ook in Nederland en het Verenigd Koninkrijk zouden een aantal winkels de deuren sluiten.
In oktober 2014 deed Staples melding te zijn gehackt, bij nader onderzoek bleek dat malware was geïnstalleerd in de kassasystemen bij 115 van de 1400 Staples-winkels in de VS. Vermoedelijk werden zo'n 1,16 miljoen creditcardgegevens gestolen.
Begin 2015 kondigde Staples een overnamebod aan van US$6,3 miljard op concurrent Office Depot, waarmee een concern zou ontstaan met vierduizend winkels. Toezichthouders blokkeerden echter de transactie waartegen de twee bedrijven in beroep gingen. De rechter kwam tot eenzelfde oordeel als de toezichthouders. Staples moest een boete betalen van US$250 miljoen aan Office Depot omdat de overname niet doorging.
In mei 2017 wees Staples een overnamebod af van Cerberus Capital Management. Het bod van US$ 5,8 miljard werd als te laag bestempeld. Investeerder Sycamore Partners was nog in de race en eind juni 2017 werd bekend dat Sycamore met een bod van US$ 6,9 miljard de bestuurders van Staples heeft kunnen overtuigen. Sycamore heeft meer belangen in de detailhandel en Staples past hier goed bij. Staples telt 1255 winkels in de Verenigde Staten en 304 in Canada. Staples is de grootste leverancier van kantoorbenodigdheden in de VS met een marktaandeel van 48%.
Op 18 oktober 2023 sprak de rechtbank het failliet uit van Staples Nederland. Op 30 oktober dat jaar maakte 123inkt.nl bekend Staples Benelux in zijn geheel over te nemen.